# Фердинанд Баварский (1884—1958)
Фердинанд, принц Баварский, инфант Испанский (10 мая 1884[…], Мадрид — 5 апреля 1958[…], Мадрид) — сын баварского принца Людвига Фердинанда (брата короля Людвига III) и испанской инфанты Марии де ла Пас (дочери королевы Изабеллы II).

## Биография
Принц Фердинанд Мария родился 10 мая 1884 года в Королевском дворце Мадрида. Его отцом был принц Людвиг Фердинанд Баварский, его матерью была инфанта Мария де ла Пас Испанская. Его крестили в Королевском дворце Мадрида.
Вскоре после его рождения его родители переехали в Баварию. Он учился в Баварской военной академии, получив звание второго лейтенанта тяжелой кавалерии в баварской армии. Принц Фердинанд  был включен в состав испанской армии в звании лейтенанта кавалерии в 1905 году. Он был зачислен в 20-й гусарский полк Павии. 23 июня 1908 года он был произведен в командиры и зачислен в 12-й Лузитанский стрелковый полк. Он был переведен в Африку со своим полком и принял участие в Рифской войне.
Скончался 5 апреля 1958 года в Мадриде на 74-м году жизни.

## Семья и дети
В 1906 году женился на испанской инфанте Марии Терезе (1882—1912). Она была его двоюродной сестрой. У супругов было четверо детей:
- Инфант Луис Альфонсо Испанский(6 декабря 1906 — 14 мая 1983) - не был женат и не имел детей
- Инфант Хосе Эухенио Испанский (26 марта 1909 — 16 августа 1966), граф де Одиоль с 1933, женат морганатическим браком (1933) на Марии Соланж Месиа-и-де-Лессепс (род. 30 сентября 1911), 4 детей
- Инфанта Мария де лас Мерседес Испанская (3 октября 1911 — 11 сентября 1953), супруга (1946) князя Ираклия Георгиевича Багратион-Мухранского (1909—1977), 2 детей
- Инфанта Мария де Пилар Испанская (15 сентября 1912 — 9 мая 1918) - скончалась от менингита в возрасте 5,5 лет

Овдовев, он в 1914 году женился на Марии Луизе де Сильва и Фернандес (1880—1955), герцогине де Талавера де ла Рейна, которой был присвоен титул инфанты испанской. У супругов не было детей.

## Награды

#### Королевство Испания
- Кавалер ордена Золотого руна (20.10.1905).
- Кавалер ордена Карлоса III (20.10.1905).
- Кавалер Большого креста ордена Изабеллы Католической (20.10.1905).
- Майор-командующий Леона ордена Сантьяго (27.06.1910).
- Президент Королевской ассоциации идальго Испании (1954–1958 годы).
- Почетный президент Королевского братства Святой Чаши Валенсии (Испанское государство, 1950 г.).
- Байлио Большой крест чести и преданности ордена Святого Иоанна Вульгуса Мальтийского (27.06.1910).

#### Королевство Бавария
- Рыцарь ордена Святого Губерта.

#### Иностранные
- Рыцарь Ордена Слона( Дания )
- Кавалер ордена Святого Андрея Первозванного (Россия) .
- Кавалер ордена Святого Александра Невского (Россия)
- Кавалер ордена Белого Орла (Россия)
- Кавалер 1 степени ордена Святой Анны (Россия)
- Кавалер Большого креста ордена Святого Станислава (Россия)
- Рыцарь Ордена Святого Олафа (Норвегия)
- Большой крест ордена Святого Лодовико (Гессен)
- Кавалер Большого креста ордена Башни и Меча (Португалия)
- Кавалер Большого креста ордена Ависа (Португалия)
- Большой крест ордена Христа (Португалия)
- Кавалер Большого креста Королевского Викторианского ордена (Великобритания)
- Большой крест ордена Гогенцоллернов (Пруссия)
- Большой крест ордена Альберта (Саксония)
- Большой кордон ордена Почетного легиона (Франция)
- Кавалер ордена Чёрного орла (Пруссия)
- Рыцарь Ордена Саксонии (Саксония)
- Рыцарь Ордена Короны Саксонии (Саксония)
- Рыцарь Высшего Ордена Святого Благовещения (Италия)
- Рыцарь ордена Серафимов (Швеция )